# Hunebed bij Nobbin

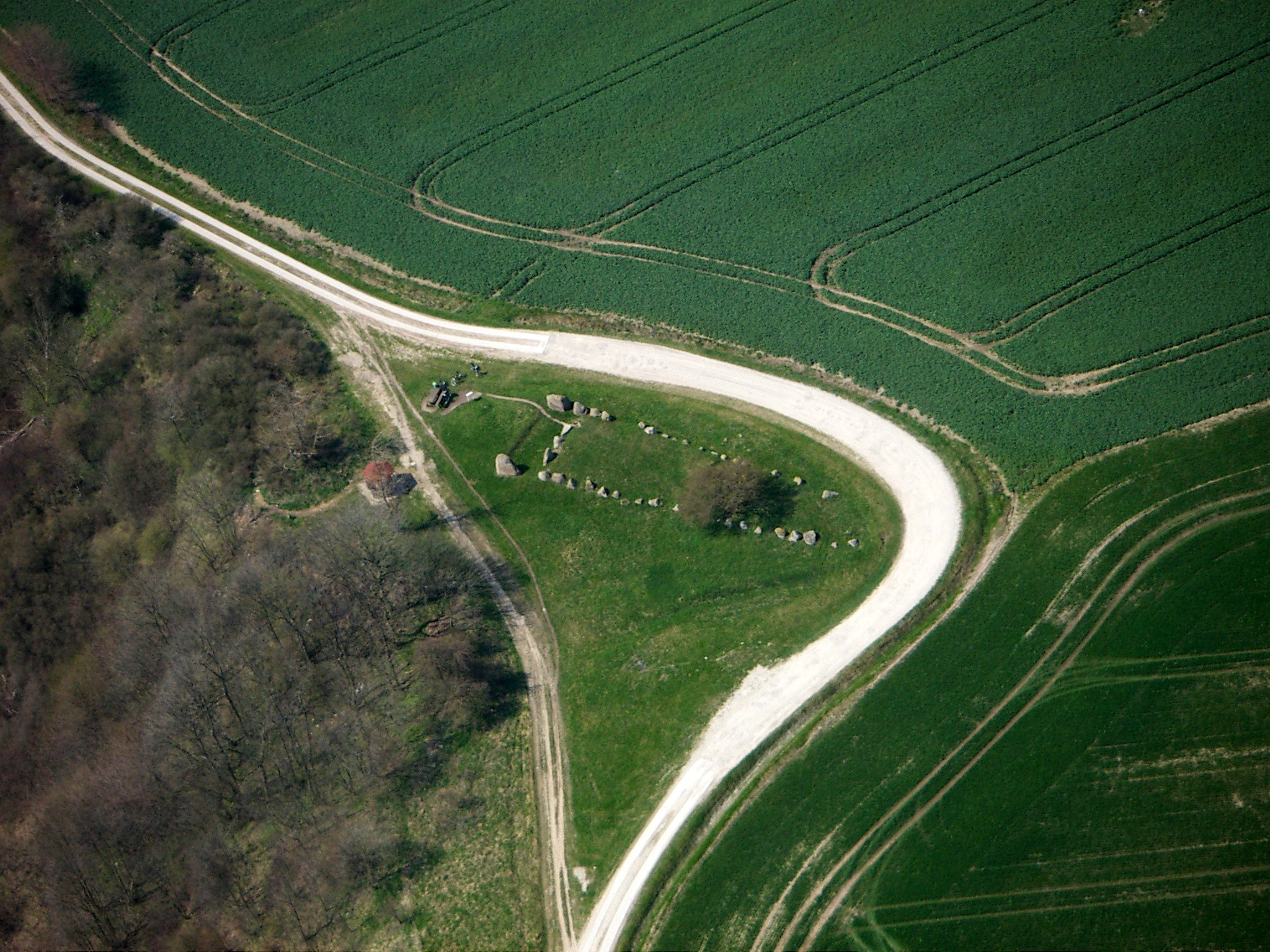
Luchtfoto van het Hunebed

Het Hunebed bij Nobbin (Duits: ‘Hünenbett Nobbin’ of ‘Großsteingrab Nobbin‘) is een hunebed in de Duitse gemeente Putgarten op het eiland Rügen.
Het uit zwerfkeien bestaande megalithische graf is een van de grootste hunebedden van Duitsland en ligt op slechts een paar meter van het klif van Tromper Wiek.
Het trapeziumvormige graf is 34 meter lang en 8 tot 11 meter breed. De eerste opgraving vond plaats in 1932 door Wilhelm Petzsch en Karl August Wilde. In 1970 vinden nieuwe opgravingen plaats door Ewald Schuldt, waarbij pijlpunten een zwaard en twee schedels werden gevonden.